# Palazzo Spini Feroni
A Palazzo Spini-Feroni (Piazza Santa Trinita és Via Tornabuoni sarka) egy firenzei palota.

## Története
Az első palotát a Spini család építette 1260-ban. Az 1288-as áradások során lakhatatlanná vált ezért a politikus és kereskedő Geri Spini 1289-ben egy új palota építését rendelte el. Abban a korban Firenze egyik legnagyobb palotája volt, vetekedett a Palazzo Vecchio méreteivel. A 14. század végén a palotát két részre osztották. A Spini családnak az Arnóra néző része maradt. A 18. századig birtokolták, amikor is a család örökös nélkül maradt. Ekkor szállodát rendeztek be benne (Hotel de l’Europe). A másik részt pénzügyi okok miatt a 16. század végén eladták Francesco Antonio Feroni márkinak. A két palotát végül 1846-ban egyesítették ismét, amikor a város vásárolta meg. 1865-71 között a városvezetés székelt benne, ugyanis a Palazzo Vecchiót át kellett engedni az olasz kormánynak. 1881-ben a Cassa di Risparmio di Firenze bank vásárolta meg, majd 1938-ban Salvatore Ferragamo cipőgyárosé lett. 1995-ben nyitották meg az épületben a Salvatore Ferragamo múzeumot.

## Leírás
A palota egyike Firenze legszebb középkori építményeinek. Az 1874-ben elvégzett restaurálási munkálatok visszaállították eredeti formáját, eltüntetve minden barokkos díszítőelemet. Az épületnek fontos védelmi funkciója volt, ezt bizonyítja az egyszerű erődszerű kialakítása. A bejáratát Giuseppe Piamonti 1705-ben készített szobrai díszítik. A termeinek freskóit 1609-1612 között Bernardino Poccetti festette.

## Kapcsolódó szócikk
- Firenze palotáinak listája